# Synosis orientalis
Synosis orientalis là một loài tò vò trong họ Ichneumonidae.